# Dobrzejewice (przystanek kolejowy)
Dobrzejewice – przystanek kolejowy w Dobrzejewicach, w województwie kujawsko-pomorskim, w Polsce. Znajduje się tu 1 peron. Przystanek jest obsługiwany wyłączenie przez pociągi osobowe prywatnego przewoźnika kolejowego Arriva RP.

## Ruch pasażerski
| Rok  | Wymiana pasażerska na dobę |
| ---- | -------------------------- |
| 2017 | 0-9                        |
| 2022 | 10-19                      |

## Połączenia
- Lipno
- Sierpc
- Skępe
- Toruń Główny